# Old Shep
Old Shep ("Viejo ovejero") es una canción escrita por Willis Arthur con música compuesta por Red Foley y editada en 1935. Trata acerca de un perro que Foley tenía cuando era niño que en realidad se trataba de un German Shepher /ovejero alemán) llamado "Hoover". La primera grabación de Foley de Old Sheep fue en 1935 en la compañía American Record Corporation de Chicago. 

## Otras versiones
La canción fue versionada por artistas como Tex Morton  1941  Hank Williams 1942, Elvis Presley 1956,  Hank Snow 1959, Ralph DeMarco 1959, Walter Brennan 1960, Dave Dudley 1965, Johnny Cash 1975, Kurt Russell 1979 (como Elvis),  Everly Brothers & Garrison Keillor 1988, Pat Boone 1994, Burton Cummings (como Elvis) 1994 
Luego de que artistas como Hank Snow  y Elvis Presley  la popularizaran, la canción se convirtió en un clásico de la música country.

## Versión de Elvis Presley
La primera vez que Elvis Presley cantó el tema públicamente fue durante el Mississippi - Alabama Fair and Dairy Show a la edad de 10 años, que se realizó en Tupelo. Elvis cantó frente al micrófono vestido como un cowboy y obtuvo como premio US$ 5 y un boleto gratuito para los juegos de la feria. Años después en 1951 volvió a concursar en el colegio L. C. Humes High School a la edad de 16 años donde con gran nerviosismo cantó acompañándose de su guitarra ante la audiencia, recibiendo de esta los mayores aplausos. En el telefilme Elvis de John Carpenter se muestra que una de las canciones había sido Old Shep. 
Elvis grabó la canción el 2 de septiembre de 1956 en Radio Recorders, Hollywood. La versión de Elvis  difiere un tanto en la lírica  de la penúltima estrofa con respecto a la original escrita por Willia Arthur.  Durante la sesión de grabación en Radio Recorders Elvis contó con su banda de apoyo integrada por Scotty Moore en guitarra eléctrica, Bill Black en contrabajo, D. J. Fontana en batería, The Jordanaires en coros y Gordon Stoker en piano.  RCA lanzó al mercado en 1956 en formato de disco simple con el registro RCA PB 9334 las canciones Old Shep en la cara A y Paralized como cara B.  Por otra parte en 1959 también se editó un EP con ambos temas sumados a Any place is Paradise y Is it so strange con catálogo RCX175. 
Si bien el disco simple no llegó a clasificar para ser premiado, éste junto a Paralized y Any place is Paradise integraron el exitoso álbum Elvis, que se posicionó rápidamente en el puesto # 1 de las listas convirtiéndose en disco de oro. 

## En la cultura popular
En la serie de comedia de situación Step by Step en el episodio # 6 de la quinta temorada, titulado "Don't ask"  la actriz Staci Kenan le comenta su parecer a Angela Watson acerca de la música country alegando que su temática se centra en "amores perdidos, pick ups y - viejos ovejeros -".
La canción de Led Zeppelin "Bron-Y-Aur Stomp" que es acerca de un perro de Robert Plant, hace mención a Old Shep en los versos "When you're old and your eyes are dim / Ain't no Old Shep gonna happen again.".